# Libořice
Libořice település Csehországban, Lounyi járásban. Libořice Měcholupy, Podbořany, Žatec és Blšany településekkel határos. Lakosainak száma 344 fő (2024. január 1.).

## Népesség
A település lakosságának változását az alábbi diagram mutatja:
| Lakosok száma | 1224 | 1097 | 1140 | 579  | 376  | 357  | 347  | 349  | 352  | 344  |
|               | 1869 | 1890 | 1921 | 1950 | 1980 | 2001 | 2017 | 2019 | 2022 | 2024 |